# Deleornis
Deleornis là một chi chim trong họ Nectariniidae.